# Політика умиротворення
Політика умиротворення — це специфічний різновид військової політики країни (держави), суть якої полягає в поступках державі-агресору, заради компромісів, на які йде країна, щоб утримати ворога від порушення миру або застосування крайніх заходів.
Термін найчастіше вживається для пояснення зовнішньої політики британського уряду на чолі з Дж. Р. Макдональдом (1931–1935), а пізніше — Стенлі Болдвіном (1935–1937), Невіллом Чемберленом (1937–1940) у питаннях щодо нацистської Німеччини у 1933–1939 роках, яка найбільш яскраво проявилася в 1937–1939 роках. Така політика призвела до повного розпаду Версальської системи, Ліги Націй та системи колективної безпеки, радикально змінила баланс сил в Європі, значно послабивши геополітичні позиції Великої Британії та Франції, але посиливши Німеччину на чолі з А. Гітлером.

## Політична ситуація після Першої Світової війни
Здобувши перемогу в Першій світовій війні, колишні союзники по Антанті - Велика Британія, Франція та Італія мали повну свободу дій в Європі. Геополітична картина Європи була в основному створена в ході підписання Версальського мирного договору в 1919 році. Договір накладав жорсткі обмеження на Німеччину, привів до відторгнення ряду німецьких земель, економічного ослаблення країни, що викликало соціальну і політичну напруженість всередині Німеччини, становлення ідей реваншизму і популяризацію радикальних політичних партій. Австро-Угорська імперія припинила своє існування, будучи розділеною на кілька відносно невеликих незалежних держав. В одній з країн-учасниць Антанти, Російської імперії, в ході Першої світової війни відбулася революція, і до влади прийшли більшовики. Капіталістичні країни вважали більшовиків ідеологічно ворожими, що було використано як привід, щоб не розцінювати радянське керівництво як рівноправного та повноцінного партнера в проведенні європейської політики. Уклавши сепаратний мир з Німеччиною, Росія також втратила можливість брати участь в діленні військової здобичі. В Італії переважали думки про недостатність компенсацій, отриманих цією країною за участь у військових діях на боці Антанти. Таким чином, три з п'яти провідних європейських держав залишилися незадоволені підсумками Версальського договору. Крім іншого, в Європі виникло безліч конфліктних питань серед малих держав, пов'язаних з взаємними територіальними претензіями, економічними, політичними, соціальними та ідеологічними розбіжностями.

## Передумови та основні причини політики умиротворення
В тих умовах мир означав збереження Версальсько-Вашингтонської системи, яка, незважаючи на її недоліки, забезпечувала відносну стабільність і визнавала силу права. Ця система містила принцип запобігання міжнародним кризам. Він передбачав колективні дії проти агресора через Лігу Націй. Колективної відсічі не вийшло‚ механізм не спрацював. Це можна пояснити декількома причинами. 
Насамперед тому, що здатність країн Заходу до колективних дій проти агресора знизилась через загострення взаємного суперництва у пошуках шляхів подолання економічної кризи. До того ж скрутне економічне становище відволікало увагу суспільства і політиків на внутрішні проблеми. Вирішення їх було пріоритетним.
Колективний опір агресорам потребував застосування різноманітних, в тому числі і силових методів. Захист миру в тих умовах вимагав мужності, волі і готовності до певних втрат. Однак сама думка про це для людей, які щойно пережили війну, здавалася зловісною. Громадськість в Англії і Франції була налаштована категорично проти використання сили. Китай, Ефіопія здавались занадто далекими, щоб вбачати у них загрозу європейській безпеці. Розуміння цілісності і неподільності світу не було притаманним для тодішньої суспільної свідомості. Такі настрої знайшли своє відображення у політиці "умиротворення", яка вела країни до пасивності і зайвої обережності.
Прихід Гітлера до влади не відразу був сприйнятий поворотним у політиці Німеччини. Тривалий час у ньому вбачали лише сильного національного лідера, який прагне відновити для Німеччини справедливість. Плани нацистів про переділ світу спочатку оцінювались як данина націоналістичній риториці і не сприймалися серйозно. Лідери Англії і Франції не бачили причин для зміни політичного курсу, який активно впроваджувався у 20-х роках і був націлений на поступове послаблення тягаря Версальської системи. Стає зрозумілою відсутність реакції Англії і Франції на дії Німеччини, хоч вони носили відкрито зухвалий характер і порушували один з принципів міжнародного права: договору потрібно дотримуватись.
Нацизм у Німеччині ще не встиг показати своє хижацьке обличчя. Країни Європи не зазнали жахів окупації. Гітлер здавався політиком, з яким можна домовитись.
Особливо слід сказати про позицію США. Криза там прикувала увагу суспільства до внутрішніх проблем. Наростання напруги у світі породило у США прагнення відгородитися від всього в своїй "американській фортеці". Після прийняття у 1935 р. закону про нейтралітет найбагатша країна світу, із значними ресурсами і здатністю впливати на світову політику, неначе випала з неї. Це різко підвищило шанси агресорів.
Найбільш активним прихильником політики "умиротворення" був прем’єр-міністр Великої Британії у 1937-1940 рр. Н.Чемберлен. На його думку, небезпека полягала не в агресивних намірах Німеччини, а в недооцінці міжнародної кризи. Він вважав, що Перша світова війна виникла тому, що великі держави на певний час втратили контроль над розвитком подій і в результаті місцевий конфлікт переріс у світову війну. Для того, щоб відвернути таку небезпеку, потрібно зберегти контакти з усіма учасниками міжнародного конфлікту і вирішувати наявні проблеми на основі взаємних поступок.
На ділі Гітлер висував нові і нахабніші претензії. Вони ставали об’єктами обговорення і все закінчувалось задоволенням територіальних домагань Німеччини.
Причини політики умиротворення агресора:
- Зосередження громадськості Англії та Франції на внутрішніх проблемах породжених економічною кризою 30-х років.
- Стійкі пацифістські настрої у переважаючої більшості населення Англії та Франції. Боязнь повторення жахів світової війни.
- Недооцінка лідерами західних держав А.Гітлера.
- Продовження лідерами Англії та Франції курсу на послаблення Версальсько-Вашингтонської системи.
- Повне усунення США від втручання у європейські справи.

## Етапи політики умиротворення агресора
У 30-ті роки Франція і Велика Британія проводили курс заспокоєння стосовно Німеччини. Прагнучи вирішувати всі виникаючі проблеми шляхом компромісів, відмовляючись застосовувати військову силу, обидві країни взяли дії Гітлера за прагнення усунути наслідки невигідного для Німеччини Версальського договору.
Тенденції до перевлаштування порядку в усьому світі не були розкриті в момент їх появи. Дещо пізніше, коли плани агресора стали явними, політики були впевнені, що ні СРСР, ні Велика Британія, ні Франція не зможуть економічно витримати гонку озброєнь. Тому було вирішено, що в даний момент політика умиротворення агресора не має альтернативи.
Керуючись цією думкою, Велика Британія спочатку підписала з Німеччиною пакт про зняття з останньої всіх обмежень у галузі будівництва ВМФ (1935 рік), а трохи пізніше не стала перешкоджати введенню німецьких військ у демілітаризовану (згідно Версальського Договору) зону. Головними етапами "умиротворення" став "аншлюс" Австрії і Мюнхенська угода (змова) по Чехословаччині.

### Аншлюс Австрії
Приєднання Австрії було одним із важливих завдань політики Німеччини. У лютому 1938 р. канцлер Австрії Шушніг підписав з Німеччиною угоду, яка поставила Австрію під контроль Німеччини. 12 березня 1938 р. німецькі війська при підтримці австрійських нацистів окупували Австрію. Наступного дня австрійський фашист Зайс-Інкварт проголосив возз’єднання Австрії з німецькою імперією. Ні великі держави, ні Ліга Націй ніяк не прореагували на це. Тільки СРСР висловив протест проти таких дій.

### Мюнхенська угода
Наступною жертвою нацистської агресії стала Чехословаччина, від якої Німеччина зажадала Судетської області, де проживало 3 млн. німців. 13 вересня 1938 р. судетські фашисти вчинили заколот. Після його придушення Німеччина стала загрожувати Чехословаччині розправою.
Але тоді співвідношення сил було не на користь Німеччини. Чехословаччина мала добре озброєну і підготовлену армію з 45 дивізій, яка спиралась на прикордонні оборонні споруди. Німеччина мала 47 недостатньо озброєних дивізій. До того ж уряд СРСР запропонував Чехословаччині відповідно до договору 1935 р. всебічну допомогу.
Виникла міжнародна криза. Для її розв’язання Чемберлен двічі зустрічався з Гітлером. Вони домовились, що конфлікт буде вирішено у Мюнхені.
Під час мюнхенської зустрічі Гітлер заявив, що Судетська область – остання територіальна вимога Німеччини в Європі. Це, а також англо-французький ультиматум чехословацькому уряду про негайну передачу Німеччині територій ЧСР, заселених німцями, розчистили шлях до Мюнхенської угоди. Її було укладено за спиною Чехословаччини главами урядів Великої Британії, Франції, Німеччини та Італії 29-30 вересня 1938 р. Наслідком угоди стало відторгнення від ЧСР на користь Німеччини всіх прикордонних західних і північно-західних районів. ЧСР втратила 20% населення і майже 50% важкої промисловості, а також всі прикордонні укріплення. Кордон з Німеччиною став проходити в 40 км від Праги.
Мюнхенська угода зобов’язала ЧСР задовольнити претензії Польщі та Угорщини. Польщі була передана Тешинська Сілезія, Угорщині за І Віденським арбітражем – частина Словаччини і Карпатської України. Чехословаччина перетворилась у федеративну державу. Мюнхенська угода – одна з найбільш ганебних сторінок західної дипломатії. Англія і Франція зрадили Чехословаччину, країну, саме виникнення якої було пов’язане з Версальською системою, одну з небагатьох реальних демократій в Європі. Цинічним було посилання на право націй на самовизначення, на право німців, угорців, поляків об’єднатися зі своєю батьківщиною, тому що у 1919 р. у Парижі це право було принесено у жертву стратегічним антинімецьким і антиугорським інтересам, як у 1938 р. у жертву політиці "умиротворення". Представник Чехословаччини в Англії після підписання угоди сказав радянському послу: «Вони продали мене в рабство німцям, як колись негрів продавали в США!»
Мюнхенська угода означала перетворення Німеччини у найсильнішу державу Центральної Європи. Всі малі держави цього регіону зрозуміли, що ні Ліга Націй, ні Англія з Францією не можуть гарантувати їхній суверенітет і пішли на зближення з Німеччиною. У цьому розумінні Мюнхенська угода була стратегічною поразкою Англії і Франції і наблизила початок війни.
Але на той час на Заході результати змови були сприйняті з полегшенням. Чемберлен заявив, повернувшись у Лондон, що він привіз мир цьому поколінню. Такі думки панували недовго. Вже взимку 1938-1939 рр. лідери Англії і Франції зрозуміли хибність своїх міркувань. Попри очевидну хибність своєї політики, 27 лютого 1939 р. уряди Англії та Франції визнали режим Ф.Франка в Іспанії, який активно підтримувався Німеччиною та Італією.
Тим часом Німеччина не залишала часу на роздуми. 15 березня 1939 р. німецькі війська окупували Чехію і Моравію, Словаччина була проголошена незалежною, а Угорщина захопила всю Карпатську Україну. Далі Німеччина почала домагатися від Польщі згоди на передачу їй Данцига і на побудову через польський коридор екстериторіальної траси, яка б зв’язала Німеччину з Пруссією. Німецькі війська вступили у Мемельську область (Клайпеда), яка належала Литві. У квітні 1939 р. Італія здійснила агресію проти Албанії і захопила її.

## Наслідки
Політика умиротворення та, як наслідок, численні компроміси та поступки з агресором переконали Гітлера в повній нездатності Англії та Франції дати активний відсіч. Вони призвели до того, що фюрер порушив умови Мюнхенської змови , напав на Румунію та Польщу (1939). Політика умиротворення не послабила А. Гітлера; навпаки, вона підштовхнула агресора до найрішучіших дій. Відчуваючи повну свободу та безпокаранність, лідер Німеччини продовжував завойовувати території, готуючи фундамент до масштабної війни. Вже тоді деякі політичні діячі розуміли, що ці поступки ні до чого гарного не приведуть. Наприклад, В.Черчилль 21 вересня 1938 р. у своїй заяві для преси щодо Мюнхенської угоди наголошував:
|  | Розчленування Чехословаччини під тиском Англії і Франції рівносильно повній капітуляції західних демократій перед нацистською загрозою застосування сили. Такий крах не принесе миру або безпеки ні Англії, ні Франції. Навпаки, він поставить ці дві країни у положення буде ставати все слабше і небезпечніше. Одна лише нейтралізація Чехословаччини означає звільнення 25 німецьких дивізій, які будуть загрожувати Західному фронту. Крім того, вона відкриє тріумфуючим нацистам шлях до Чорного моря. Мова йде про загрозу не тільки Чехословаччині, а і свободі і демократії всіх країн. Думка, наче можна забезпечити безпеку, кинувши малу державу на поталу вовкам, - рокова помилка. Воєнний потенціал Німеччини буде зростати впродовж короткого часу значно швидше, ніж Англія і Франція зможуть завершити заходи, необхідні для їх оборони |

Сьогодні політика умиротворення здатна існувати в різних формах, а компроміси можуть носити не тільки політичний, але економічний характер. Дуже важливо побачити межу, за якою агресор, впевнений у своїй безкарності, почне застосовувати силу, свої технічні або військові переваги. Тому, погоджуючись на компроміси, потрібно ретельно стежити за тим, щоб потенційний порушник не отримував ні стратегічних, ні політичних, ні будь-яких інших переваг.